# Jamaica Beach (Teksas)
Jamaica Beach je grad u američkoj saveznoj državi Teksas. Prema popisu stanovništva iz 2010. u njemu je živjelo 983 stanovnika.